# 地御前駅
地御前駅（じごぜんえき）は、広島県廿日市市地御前五丁目にある広島電鉄宮島線の駅である。駅番号はM35。

## 歴史
地御前駅は1925年（大正14年）、宮島線が広島電鉄の前身である広島瓦斯電軌の路線として廿日市町駅から延伸してきたのに合わせて開業した。当駅から先、宮島口方面については海岸を埋め立てて線路を敷設する予定で、工事に時間がかかることや漁業権補償の交渉が必要なことからこの時の延伸は地御前までに限られた。開業に合わせて広島瓦斯電軌は海運業に進出、駅西方に桟橋を設け、沖合に浮かぶ厳島（宮島）までの連絡船（宮島航路）を就航させた。この桟橋は当駅より1 kmほど離れた場所にあったため、宮島線では当駅の先0.3 kmほどの位置（己斐町起点12.7 km。現在廿日市市立地御前小学校がある手前あたり）に地御前終点駅（仮駅）を置き、連絡船乗り換えの便宜を図った。それでも桟橋までは0.8 kmほどの距離があり、乗り換え客は徒歩または乗合バスでの移動を要した。
駅開業のちょうど1年後、1926年（大正15年）に宮島線は地御前から桟橋のある新宮島駅まで1.1 kmの延伸を果たし、桟橋までの乗り換えの不便は解消された。合わせて地御前終点駅は廃止されたが、付近では同じ日に地御前海岸仮停留場が開設されている（己斐町起点12.9 km）。この停留場は当地に開かれた海水浴場の利用客のために設置され、夏期のみ営業を行う臨時の停留場だった。地御前は広島からの海水浴客で賑わったが、停留場は1930年以降に廃止されている。

### 年表
- 1925年（大正14年）7月15日：宮島線が廿日市町駅から延伸し、当駅と地御前終点駅が開業[3][7]。合わせて宮島までの連絡船を運航開始[3]。
- 1926年（大正15年）
  - 7月15日：宮島線が新宮島駅まで延伸し、地御前終点駅が廃止[3][8]。代わって地御前海岸仮停留場が設置される[5]。
  - 10月1日：地御前海岸仮停留場が廃止[5]。
- 1927年（昭和2年）7月15日：地御前海岸仮停留場が2度目の開業認可を受ける[5]。
- 1930年（昭和5年）以降：地御前海岸仮停留場が再び廃止[5]。
- 1987年（昭和62年）4月15日：ホームを移設[9]。

## 駅構造
地御前駅はホームが地面に接する地上駅である。ホームは2面あり、2本ある線路を挟み込むように置かれるが、互いのホームは斜向かいにずれて位置している。路線の起点から見て手前にあるのが広電西広島（己斐）駅方面へ向かう上りホーム、奥にあるのが広電宮島口駅方面へ向かう下りホームで、両ホームの間には踏切が設置されている。このようなホーム配置により、電車は両方向とも踏切を過ぎてからホームへ入線するようになっている。駅がこのような構造となったのは1987年（昭和62年）のことで、これには客が電車に乗ろうと無理に踏切をくぐってホームへ渡るのを防ぎ、安全を確保する狙いがあった。
上りホームの広電西広島寄りと下りホームの広電宮島口寄りには、かつて宮島線内で運行されていた鉄道車両用に使われた高床ホームが残されている。

## 利用状況
「廿日市市統計書」または「移動等円滑化取組報告書（鉄道駅）」によると、近年の1日平均乗降人員は以下の通りである。
1998年に乗降人員が大きく減少しているのは、隣接するJA広島病院前駅が開業したためである。
| 年度                | 1日平均 乗降人員 |
| ------------------- | ---------------- |
| 1994年（平成06年）  | 2,622            |
| 1995年（平成07年）  | 2,370            |
| 1996年（平成08年）  | 2,616            |
| 1997年（平成09年）  | 2,448            |
| 1998年（平成10年）  | 1,558            |
| 1999年（平成11年）  | 1,482            |
| 2000年（平成12年）  | 1,368            |
| 2001年（平成13年）  | 1,246            |
| 2002年（平成14年）  | 1,196            |
| 2003年（平成15年）  | 1,238            |
| 2004年（平成16年）  | 1,112            |
| 2005年（平成17年）  | 1,201            |
| 2006年（平成18年）  | 1,205            |
| 2007年（平成19年）  | 1,286            |
| 2008年（平成20年）  | 1,259            |
| 2009年（平成21年）  | 1,180            |
| 2010年（平成22年）  | 1,124            |
| 2011年（平成23年）  | 1,113            |
| 2012年（平成24年）  | 1,134            |
| 2013年（平成25年）  | 1,087            |
| 2014年（平成26年）  | 1,097            |
| 2015年（平成27年）  | 1,059            |
| 2016年（平成28年）  | 1,079            |
| 2017年（平成29年）  | 1,031            |
| 2018年（平成30年）  | 1,021            |
| 2019年（令和 元年） | 972              |
| 2020年（令和02年）  | 714              |
| 2021年（令和03年）  | 685              |
| 2022年（令和04年）  | 755              |

## 駅周辺

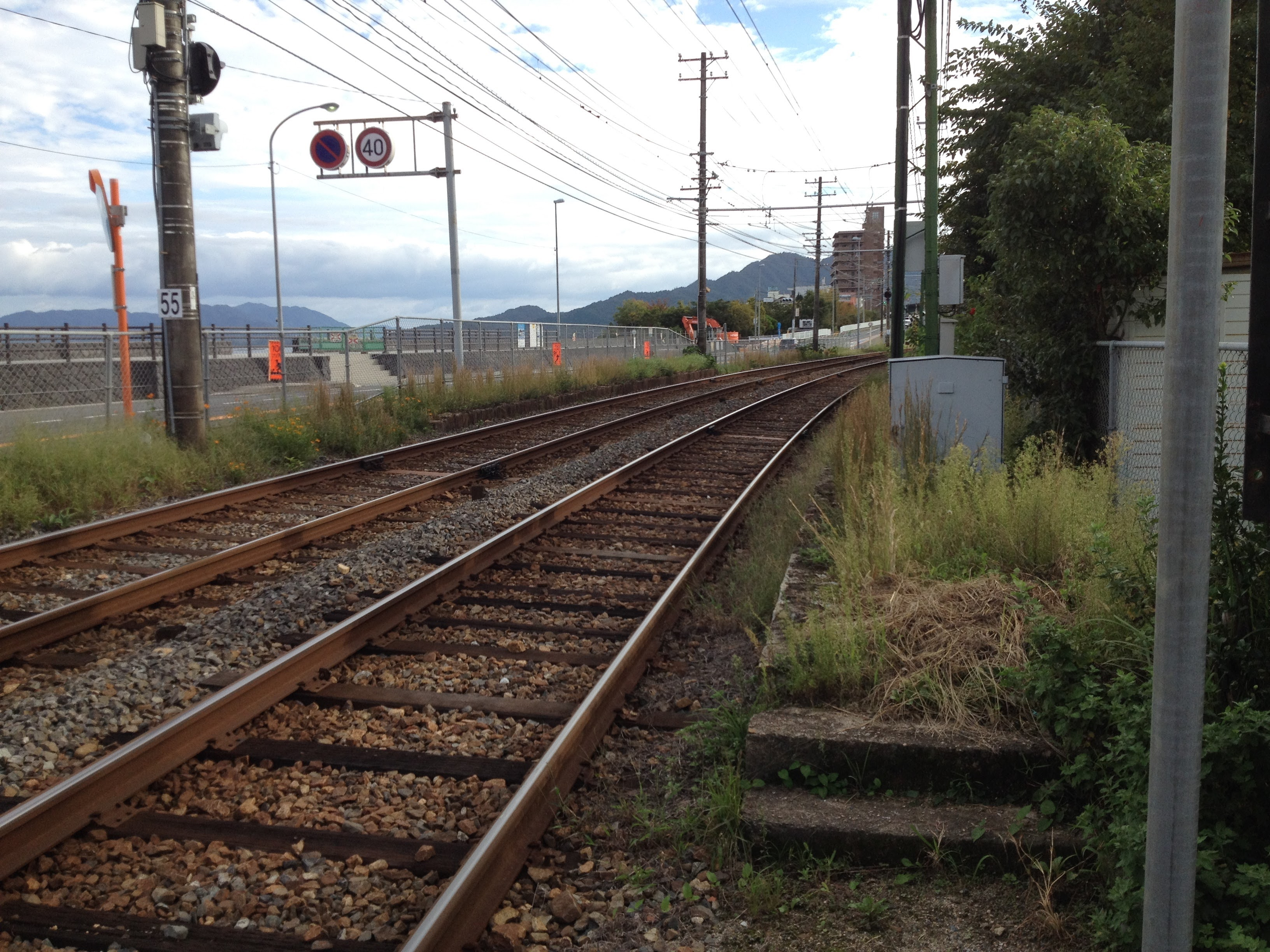
地御前神社前にある地御前海岸仮停留場のホーム跡

駅東側の国道2号を越えると程なくして瀬戸内海に出る。宮島線は当駅から先、広電宮島口方面は海岸線に沿って走行する。この付近ではカキの養殖が盛んで、海面にはたくさんの養殖いかだが見られる。西側は閑静な住宅街が広がる。
南へ徒歩10分の距離には厳島神社の摂社で、厳島の戦いで毛利氏の拠点となった地御前神社がある。#歴史節で述べた地御前海岸仮停留場はこの神社前に開設されていた。現在も神社前を通る宮島線の線路脇にはホームが残されていて、走行中の電車内からもその遺構を見ることができる。

## 隣の駅
広島電鉄
■宮島線
JA広島病院前駅 (M34) - 地御前駅 (M35) - 阿品東駅 (M36)